# Aythya nyroca
El porrón pardo (Aythya nyroca) es una especie de ave anseriforme de la familia Anatidae que habita en Europa, África y Asia. Es un pato buceador pequeño, estrecho y de tonos marrones, clasificado como especie casi amenazada. 

## Descripción

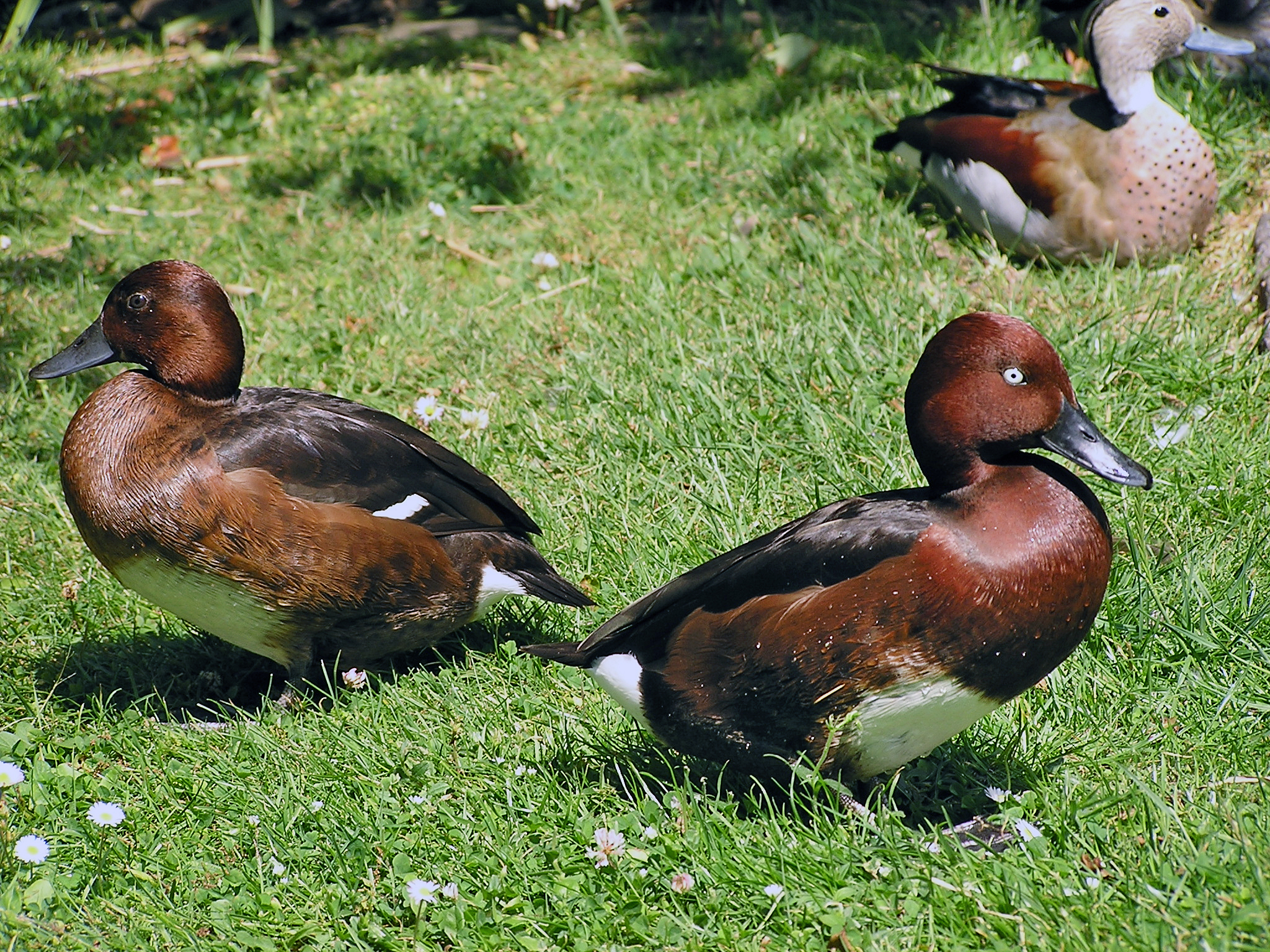
La hembra (izq.) y el macho (dcha.) se diferencian inmediatamente por el color de sus ojos, además de la tonalidad del plumaje.

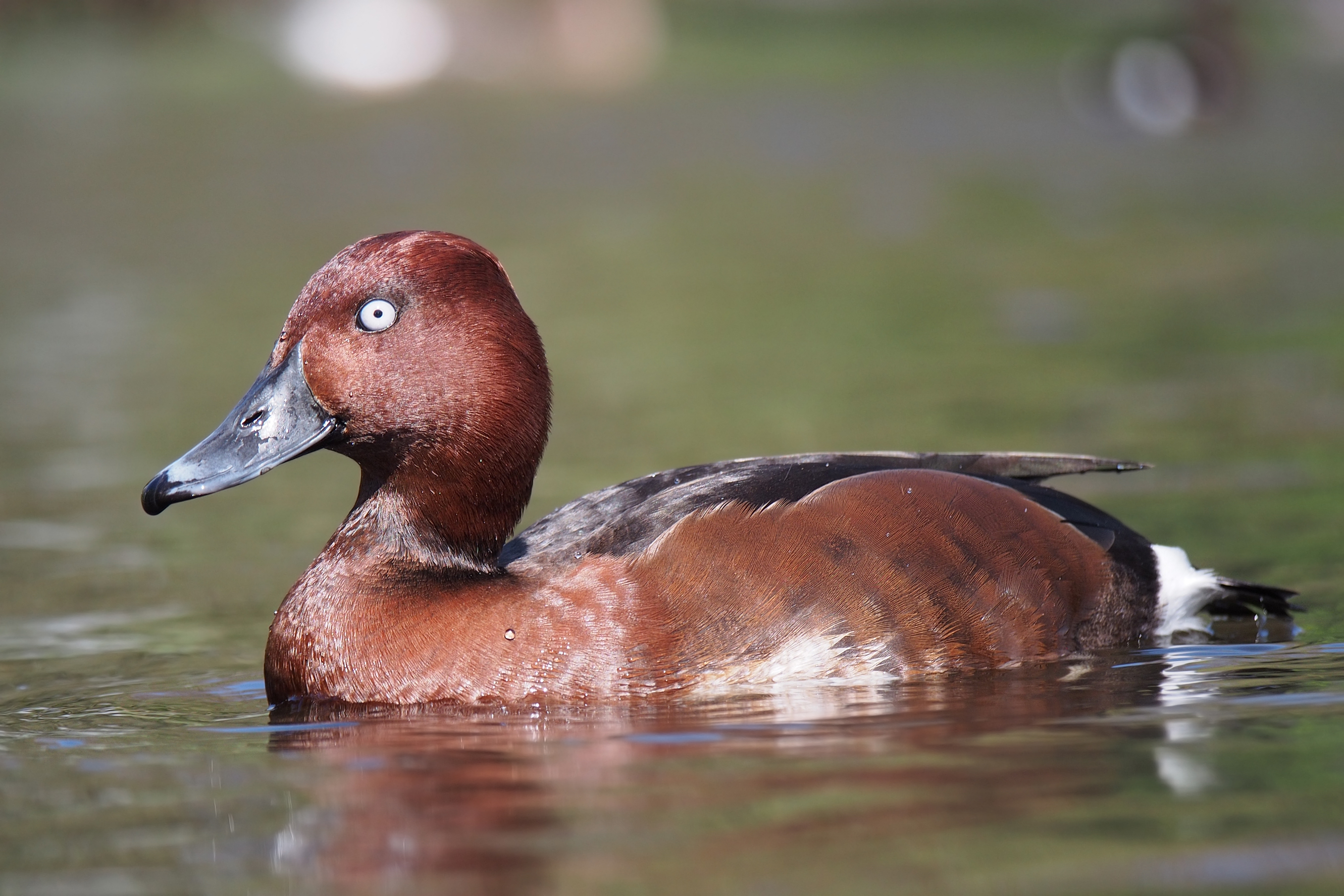
Macho en el Reino Unido.

El porrón pardo mide entre 38 y 42 cm de longitud, con una envergadura alar de 63 a 67cm, y suele pesar entre 400 y 700 g. El plumaje del macho es principalmente de color castaño rojizo oscuro, con la parte superior parda oscura y la zona infracaudal de color blanco puro. También son blancos la parte superior de su vientre, la parte inferior de sus alas y una lista que recorre la parte superior de sus plumas de vuelo, aunque salvo la cola sus partes blancas no suelen quedar expuesto excepto cuando están en vuelo. Se caracteriza por sus ojos de iris blanquecino. Su pico es negruzco verdoso, y sus patas son verdosas. 
La hembra tiene un patrón de plumaje similar pero de tonos pardos más apagados, con manchas difusas en los flancos, además del centro del abdomen y las coberteras inferiores de la cola blancos como el macho. Su pico es gris oscuro y las patas son grises verdosas. A diferencia del macho, presenta los ojos castaños. Los juveniles son de tonos similares a las hembras, pero con las partes inferiores moteadas y el blanco del vientre y la cola más sucio.
El porrón pardo presenta una voz infrecuente: el macho emite un sonido rasposo y la hembra un gruñido áspero.

## Taxonomía y etimología
El porrón pardo fue descrito científicamente por el naturalista germanorruso Johann Anton Güldenstädt en 1770, con el nombre de Anas nyroca, Posteriormente fue trasladado al género Aythya, creado por Friedrich Boie en 1822. Es una especie monotípica, es decir, no se reconocen subespecies diferenciadas.
La etimología del nombre de su género, Aythya, procede de la palabra griega αἴθυια (aithuia), un ave marina sin identificar citada por Aristóteles. En cambio, su nombre específico, nyroca, procede del término ruso nyrok aplicado a un tipo de pato.

## Distribución y hábitat

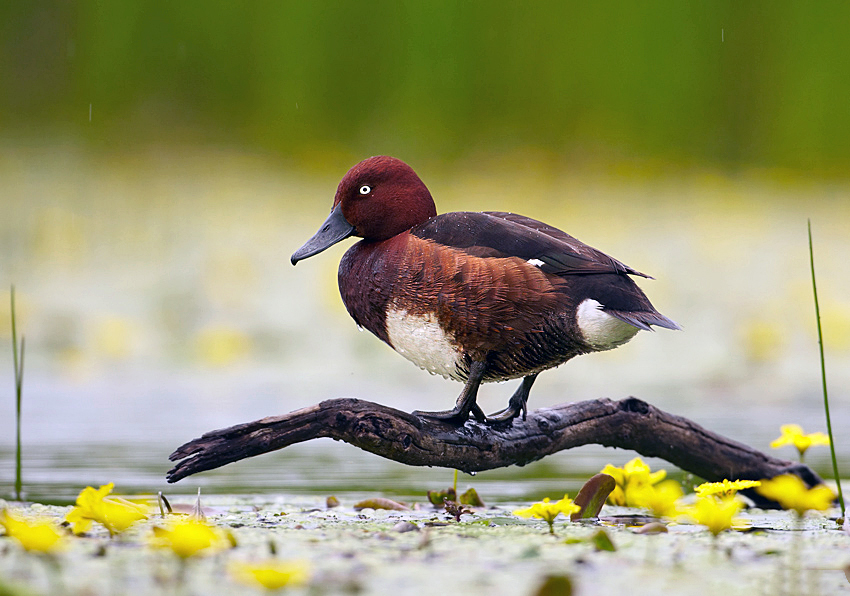
Macho en Hungría.

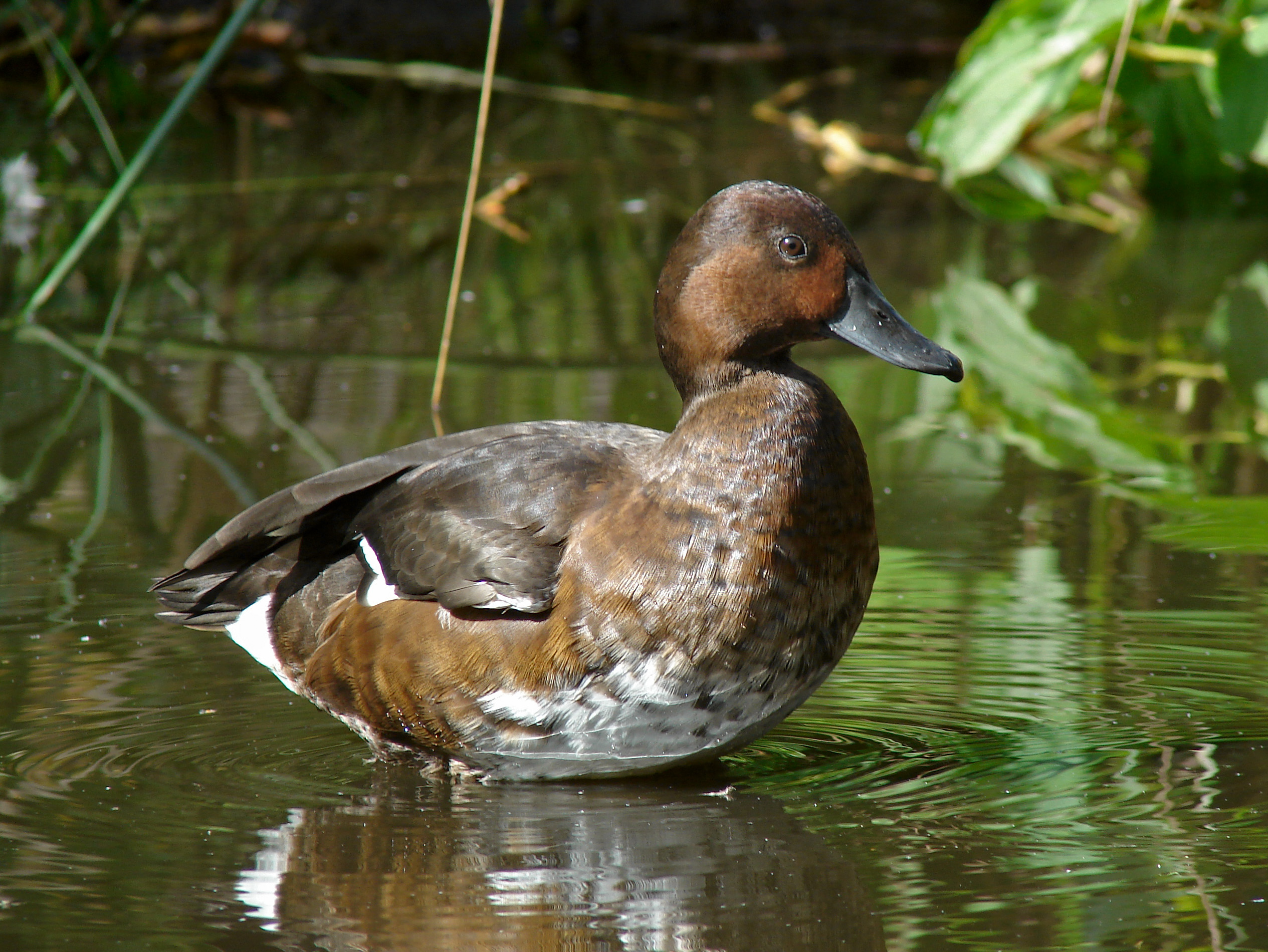
Ejemplar juvenil mostrando el blanco sucio de sus partes inferiores.

Es un pato que cría en las zonas templadas del sur y este de Europa y Asia central, así como en zonas subtropicales diseminadas por el sur de Asia y el norte de África. Las poblaciones del este de Europa y Asia central son migratorias, y pasan el invierno en el sur de Asia, la región mediterránea, el valle del Nilo y el Sahel. En cambio las mayoría de las poblaciones del Mediterráneo son sedentarias, así como algunas diseminadas por el sur de Asia.
En la península ibérica tiene presencia permanente en el sur y el este, aunque es muy escaso. En España se encuentra catalogado como especie en peligro de extinción según el último catálogo nacional de especies amenazadas (CNEA). En el resto de Europa también es poco abundante, siendo la catalogación del estado de su conservación de especie casi amenazada, debido a la destrucción y deterioro humanos de sus hábitats.
Cría en lagos y marjales con orillas densamente pobladas por vegetación palustre. Pasa el invierno en grandes extensiones de agua dulce más abiertas y ríos de curso lento, y de vez en cuando en albuferas.

## Comportamiento
Es un pato buceador de aguas someras. Suele ser un ave bastante confiada. Aunque son buenos voladores, para levantar el vuelo requieren de una pequeña carrera, chapoteando sobre la superficie del agua hasta lograrlo, por lo que suele sumergirse cuando se ve en peligro. 

### Alimentación
Para conseguir su alimento se dedica a bucear en aguas poco profundas, generalmente de menos de un metro. Es una especie omnívora, aunque en su dieta la materia vegetal predomina sobre la animal. Se alimenta de semillas, plantas acuáticas y vegetación profunda, y complementa esta dieta con lombrices, moluscos, insectos y renacuajos.  
. 

### Reproducción

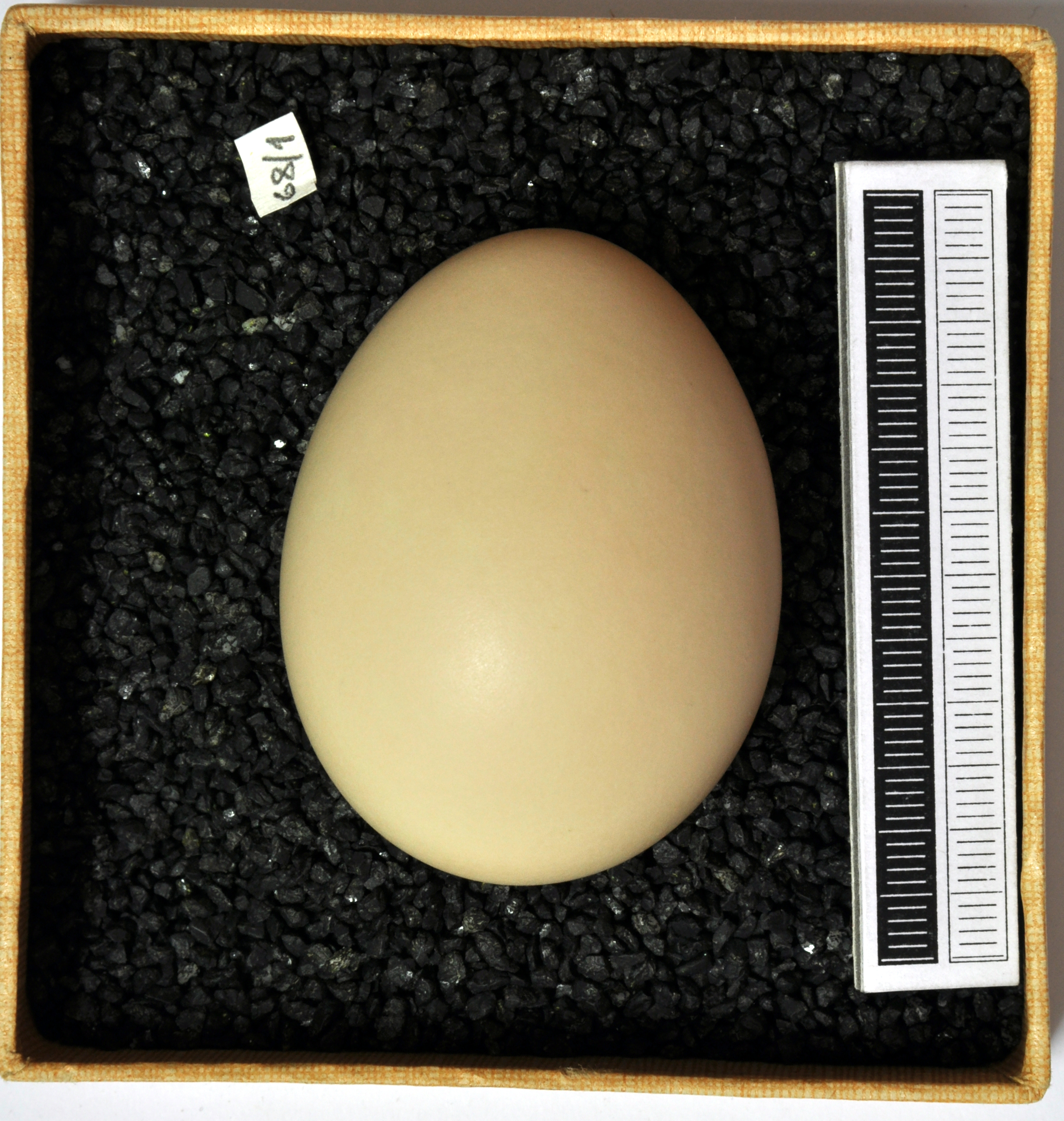
Huevo de porrón pardo.

El retorno a los cuarteles de cría empieza a principios de marzo, aunque la época de cría es de abril hasta agosto. Su nido es una acumulación de juncos y otras plantas escondido junto a la orilla o sobre la vegetación flotante. Su puesta suele ser de 6 a 12 huevos, de color amarillo crema con tono verdoso, y se realiza entre mayo y junio. La incubación realizada solo por la hembra dura de 25 a 27 días. Los polluelos tardan 55 o 60 días en desarrollarse y adquirir el vuelo.